# Watermolen van Balegem
De Watermolen van Balegem is een oude watermolen die zich aan het Muldershof in Balegem (Oosterzele) bevindt. De watermolen op de Molenbeek in Balegem dateert al van 1446. Nadat de molen in 1953 werd stilgelegd, werd het molenhuis ingericht als woning. Daarbij werd het hele draaiende werk verwijderd. Het bovenslagrad kwam terug in 1975, net als de houten watergoot en de strekdam. Tussen 2010 en 2020 werd er een nieuw rad geplaatst.